# Гедхајм
Гедхајм (њем. Gädheim) општина је у њемачкој савезној држави Баварска. Једно је од 26 општинских средишта округа Хасберге. Према процјени из 2010. у општини је живјело 1.246 становника. Посједује регионалну шифру (AGS) 9674139.

## Географски и демографски подаци
Гедхајм се налази у савезној држави Баварска у округу Хасберге. Општина се налази на надморској висини од 228 метара. Површина општине износи 9,6 km². У самом мјесту је, према процјени из 2010. године, живјело 1.246 становника. Просјечна густина становништва износи 130 становника/km².